# 사이먼 도널드슨
사이먼 커원 도널드슨(영어: Simon Kirwan Donaldson, 1957년 8월 20일 ~ )은 영국의 수학자이며 미분기하학에서 순간자를 사용하여 4차원 유클리드 공간 위의 이국적 매끄러움 구조를 찾아난 업적으로 유명하다. 그외에도 많은 기하학적인 특성들을 찾아내었다. 필즈상을 수상하였고 왕립학회의 회원이다. 2012년에 작위를 수여받았다. 현재 영국 임페리얼 칼리지 런던의 수학과 순수 수학 분야의 석좌교수이자 임페리얼 수학 연구소의 소장으로 있다.

## 생애
영국 케임브리지에서 태어났으며 1979년에 케임브리지 대학교의 펨브로크 칼리지(Pembroke College, Cambridge)에서 학사학위를 마쳤고, 1980년에는 옥스퍼드 대학교의 우스터 칼리지(Worcester College)에서 박사과정 공부를 시작했다. 최초에는 나이절 히친이 지도교수였으나 차후 마이클 아티야의 지도 아래에서 공부하였다. 1982년에는 겨우 2년차 대학원생인 상태에서 도널드슨은 수학계를 충격으로 몰아넣은 놀라운 결과를 증명하였는데 이 결과를 1983년에 〈자기 쌍대 접속과 4차원 매끄러운 다양체의 위상수학〉(Self-dual connections and the topology of smooth 4-manifolds)라는 제목으로 출판하였다.
수학자 마이클 프리드먼의 결과와 도널드슨의 결과는 쉽게 말하자면, 이국적 구조를 가진 4차원 공간의 존재, 즉, 4차원 매끄러운 다양체로써 위상수학적으로는 일반적인 4차원 유클리드 공간 {\displaystyle \mathbb {R} ^{4}}와 같으나 미분기하학적으로는 같지 않은 구조를 가지는 것이 있다는 것을 증명하였다. 다른 말로 하자면 4차원 유클리드 공간에는 두 개 이상의 매끄러운 다양체의 구조가 존재한다는 것이다. 이 결과가 놀라운 것은, 이런 현상이 생기는 것은 오로지 차원이 4일 때뿐이기 때문이다.
1983년에 그의 놀라운 결과를 박사 논문으로 옥스퍼드 대학교를 졸업한 도널드슨은 옥스퍼드 올 솔스 칼리지(All Souls College)에서 연구원 생활을 시작하였고 1983-84학년도에는 미국 프린스턴의 프린스턴 고등 연구소에서 연구하였다. 그 후 옥스퍼드 대학교로 돌아와서 1985년에 정교수직을 맡게 되었다. 1999년에 도널드슨은 런던의 임페리얼 칼리지 런던으로 자리를 옮겼다.
도널드슨은 1985년에 런던 수학회에서 수여하는 주니어 화이트헤드상을 수여하였고 그 이듬해 왕립학회 회원으로 선출되었고, 그 다음해인 1986년에는 필즈상을 수상하였다. 아이러니한 것은 그가 Institute of Mathematics and its Applications에서의 장학금 신청에서는 낙방을 한 적이 있는데 그것은 그가 박사학위 받은 후에 너무 일찍 장학금을 신청했기 때문으로 알려져 있다. 도널드슨은 1994년에 크라포르드상을 수상하였다.

## 참고 논문
- Donaldson, S. K. An application of gauge theory to four-dimensional topology. J. Differential Geom. 18, (1983), 279-315.
- Donaldson, S. K. Self-dual connections and the topology of smooth 4-manifolds. Bull. Amer. Math. Soc.. 8, (1983), 81-83.
- Donaldson, S. K. and Kronheimer, P. B. The geometry of four-manifolds. Oxford Mathematical Monographs, Oxford University Press, New York, (1990) ISBN 0-19-853553-8.